# Léonard de Hodémont
Léonard (Collet) de Hodémont (ook: Leonardo Hodimontio) (Hodimont, omstreeks 1575 – Luik, augustus 1639) was een Zuid-Nederlands componist, dirigent en organist.

## Levensloop
De Hodémont kreeg zijn muzikale opvoeding aan de kathedraal van Onze-Lieve-Vrouw en Sint-Lambertus in Luik. Vanaf 1595 studeerde hij aan de universiteit van Leuven. Op 15 oktober 1610 werd hij tot succentor (tweede dirigent van het koor) aan de collegiale kerk Sint-Petrus te Luik benoemd. In 1612 werd hij kanunnik aan de Luikse kathedraal van Onze-Lieve-Vrouw en Sint-Lambertus alsook van de kerk Sint-Maternus in 1616. Op 26 oktober 1619 werd hij koorleider (Maître de chant) aan de Luikse kathedraal van Onze-Lieve-Vrouw en Sint-Lambertus. Deze functie bekleedde hij tot 25 februari 1633.
Als componist schreef hij vooral sacrale werken, maar ook profane muziek. In zijn composities is ook Italiaanse invloed herkenbaar. Het werk van Hodémont is bepalend voor de muziek aan het begin van de 17e eeuw in het vorstbisdom Luik. Tot zijn leerlingen behoren Lambert Pietkin en Henry Du Mont de Thier (1610-1684), de latere kapelmeester van koning Lodewijk XIV van Frankrijk.

## Composities

### Missen en andere kerkmuziek
- 1629 14 librorum antiphonarium de Sancti Lamberti
- 1630 Sacri concentus, een- tot vijfstemmig motetten, waarin
  1. Deus canticum novum, motet voor zangstem en basso continuo
  2. In toto corde meo, motet voor zangstem en basso continuo
  3. O bone Jesu, motet voor zangstem en basso continuo
- Salve regina, uit "Le grand livre de choeur de Saint-Lambert" - 11 motetten voor 5 tot 8 stemmen
- 3 Ecce panis angelorum, uit het 2e koorboek van de kathedraal Sint-Lambertus

### Andere werken
- 1625 Armonica recreatione driestemmige villanelli